# Melón con jamón
El melón con jamón es una especialidad típica de la cocina española, que se encuentra también en Francia e Italia y suele ser servida en los meses de primavera o verano. Los principales ingredientes son el melón y unas lonchas de jamón (a ser posible de jamón serrano). La delicadeza de este plato consiste en la mezcla del dulce del melón y del aporte salado del jamón.

## Historia

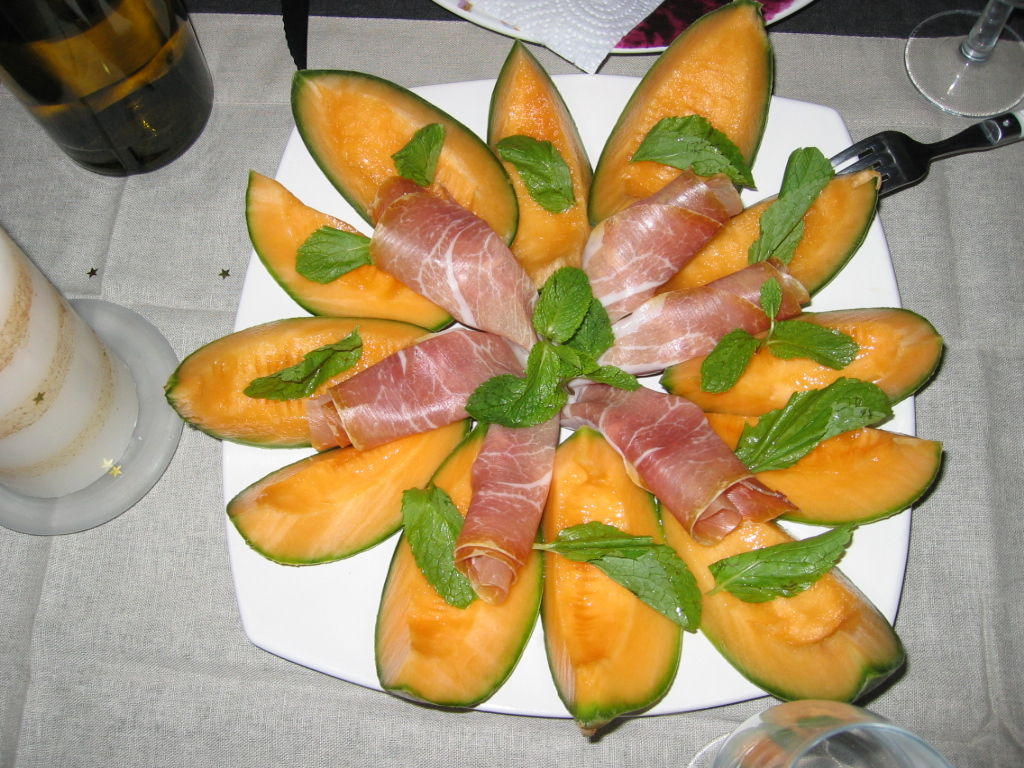
Disposición de un plato de melón con jamón en un restaurante de Japón.

Su origen no es claro pero se sabe que se prepara en los países que producen jamón y melón, principalmente Francia, España e Italia.En España, llegó ya en el siglo XVII y se adoptó con tanta aceptación que es considerado como propio al emplear el jamón serrano en su elaboración. El melón es una cucurbitácea que procede de Asia y que fue conocida por los Romanos. Los melones llegaron a la cocina española mediante los Árabes . Durante el siglo XVI se tomaba el melón antes de las comidas en muchas regiones. El dulce del melón se consigna perfectamente con el sabor salado del jamón curado. Siendo en la actualidad uno de los platos veraniegos más solicitados
Su origen puede estar en que el melón se tomaba tradicionalmente con sal y al principio de la comida. De ahí, a añadirle un alimento salado, no hay más que un paso. Este plato se disfruta de una forma u otra en otras gastronomías como la cocina japonesa.

## Servir

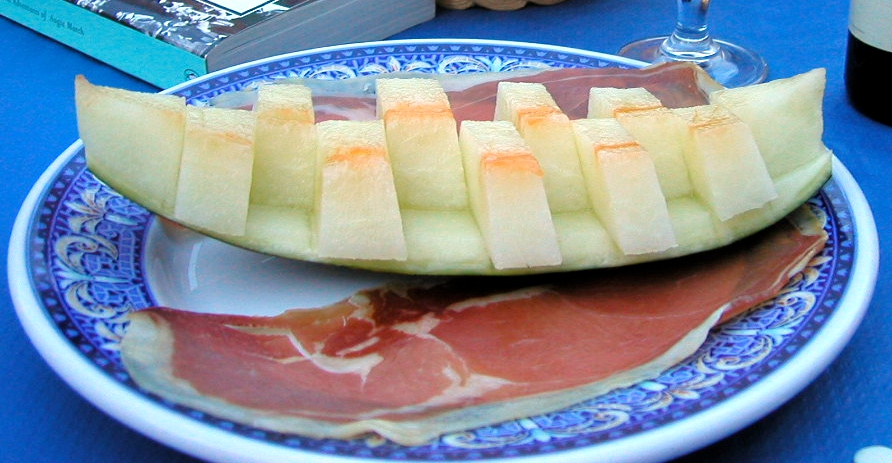
Plato con el melón presentado en trozos.

Su preparación contiene pocos ingredientes pero hay gente que introduce diversas variantes en su ejecución, por ejemplo existen casos en los que se rebana en bolas la carne del melón, en otros casos se corta en dados y se envuelve con las lonchas, o se corta en cubitos y se mezcla todo como si de una ensalada se tratase. Las recetas más innovadoras hacen puré del melón y se espolvorean virutas finas de jamón sobre él. Existen variantes en forma de brochetas. En todos los casos el melón está curado (ligeramente dulce) y libre de pepitas además de frío (contraste con el jamón). Se puede acompañar de un vino dulce o incluso de un cava.

## Platos similares
- En Chipre se prueba en los meze el halloumi and lounza, una mezcla interesante entre el melón, el jamón y un queso salado denominado halloumi.
- En Alemania, sin ser exactamente igual, la mezcla de dulce y salado se produce en el denominado Birnen, Bohnen und Speck, típico de Hamburgo